# Elizabeth Gillies
Elizabeth Egan "Liz" Gillies (n. 26 iulie 1993) este o actriță americană de origine italiană, cunoscută pentru rolul ei din Victoria în lumina reflectoarelor, în rolul lui Jade. A fost, de asemenea, vocea personajului Daphne din Winx Club, precum și Heather Fox în 2011, în serialul Big Time Rush.Ea a jucat in mai multe filme cu Julia Mitchell.

## Filmografie

### Film
| An   | Titlu                                     | Rol              | Note            |
| ---- | ----------------------------------------- | ---------------- | --------------- |
| 2007 | Winx Club: The Secret of the Lost Kingdom | Daphne           | Voce            |
| 2008 | Harold                                    | Evelyn Taylor    |                 |
| 2008 | The Clique                                | Shelby Wexler    | Direct-to-video |
| 2011 | The Death and Return of Superman          | Eradicator Folks | Scurtmetraj     |
| 2014 | Animal                                    | Mandy            |                 |
| 2015 | Vacation                                  | Heather          |                 |

### Televiziune
| An           | Titlu               | Rol                | Note                                                  |
| ------------ | ------------------- | ------------------ | ----------------------------------------------------- |
| 2007         | The Black Donnellys | Young Jenny        | 3 episoade                                            |
| 2009         | The Battery's Down  | Bat Mitzvah Riffer | Episodul "Bad Bad News"                               |
| 2010–13      | VICTORiOUS          | Jade West          | Main role, 57 episoade                                |
| 2011         | iCarly              | Jade West          | Episodul "iParty with Victorious"                     |
| 2011         | Big Time Rush       | Heather Fox        | Episodul "Big Time Secret"                            |
| 2011–present | Winx Club           | Daphne (voice)     | 24 episoade                                           |
| 2012         | White Collar        | Chloe Woods        | Episodul "Upper West Side Story"                      |
| 2013         | The Exes            | Tracy Cooper       | Episodul "Prelude to a Kiss"                          |
| 2014         | Sam & Cat           | Jade West          | Episodul "#TheKillerTunaJump: #Freddie #Jade #Robbie" |
| 2014         | Killing Daddy       | Callie Ross        | TV movie                                              |
| 2015         | Sex&Drugs&Rock&Roll | Gigi               | Main role                                             |

|-
|Dynasty

### Teatru
| An      | Titlu                  | Rol      | Note                   |
| ------- | ---------------------- | -------- | ---------------------- |
| 2008–09 | 13                     | Lucy     | Original Broadway cast |
| 2013    | Jawbreaker The Musical | Courtney | Workshop reading       |

### Videoclipuri
| An   | Titlu                      | Artist                       |
| ---- | -------------------------- | ---------------------------- |
| 2010 | "Freak the Freak Out"      | Victoria Justice             |
| 2011 | "Beggin' on Your Knees"    | Victoria Justice             |
| 2011 | "All I Want Is Everything" | Victoria Justice             |
| 2011 | "Take a Hint"              | Victoria Justice and herself |
| 2011 | "Time in the Day"          | Mickey Deleasa               |
| 2012 | "Time of Our Life"         | Big Time Rush                |
| 2012 | "Make It in America"       | Victoria Justice             |
| 2012 | "We Are Believix"          | Herself                      |
| 2012 | "You Don't Know Me"        | Herself                      |
| 2013 | "Right There"              | Ariana Grande                |

## Discografie

### Single-uri

#### Ca artist secundar
| An   | Cântec              | Album                                                |
| ---- | ------------------- | ---------------------------------------------------- |
| 2013 | "You Don't Know Me" | Victorious 3.0: Even More Music from the Hit TV Show |

#### Colaborări
| An   | Cântec                                                             | Album                                           | Note                       |
| ---- | ------------------------------------------------------------------ | ----------------------------------------------- | -------------------------- |
| 2011 | "Give It Up" (with Ariana Grande)                                  | Victorious (soundtrack)                         | Co-lead vocalist           |
| 2011 | "I Want You Back" (with the Victorious cast)                       | Victorious (soundtrack)                         | Back vocal/vocal adițional |
| 2011 | "All I Want Is Everything" (with the Victorious cast)              | Victorious (soundtrack)                         | Back vocal                 |
| 2011 | "Leave It All To Shine" (with the Victorious cast and iCarly cast) | Victorious (soundtrack)                         | Back vocal/vocal adițional |
| 2011 | "It's Not Christmas Without You" (with the Victorious cast)        | N/A                                             | Back vocal/vocal adițional |
| 2012 | "We Are Believix"                                                  | Winx Club: Deluxe Version                       | Lead vocalist              |
| 2012 | "Don't You (Forget About Me)" (with the Victorious cast)           | Victorious 2.0: More Music from the Hit TV Show | Back vocal                 |
| 2012 | "Take a Hint" (with Victoria Justice)                              | Victorious 2.0: More Music from the Hit TV Show | Lead vocalist              |
| 2012 | "Shut Up 'N Dance" (with the Victorious cast)                      | Victorious 2.0: More Music from the Hit TV Show | Back vocal/vocal adițional |
| 2012 | "Five Fingaz to the Face" (with the Victorious cast)               | Victorious 2.0: More Music from the Hit TV Show | vocal adițional            |
| 2012 | "Take a Hint" (with Victorious Cast)                               | Victorious 2.0: More Music from the Hit TV Show | vocal adițional            |
| 2013 | "Santa Baby" (with Ariana Grande)                                  | Christmas Kisses EP                             | Co-lead vocalist           |